# سسنا دی‌سی-۶
سسنا دی‌سی-۶ (به انگلیسی: Cessna DC-6) یک هواگرد ساختِ کارخانهٔ سسنا در کشور ایالات متحده آمریکا است . نخستین استفاده‌کنندهٔ این هواپیما تفنگداران هوایی ارتش ایالات متحده آمریکا بوده‌است. این هواگرد برای نخستین بار در ۱۹۲۹ میلادی مورد استفاده قرار گرفت.